# Ґлінянка (Мазовецьке воєводство)
Ґлінянка (пол. Glinianka) — село в Польщі, у гміні Вйонзовна Отвоцького повіту Мазовецького воєводства.
Населення — 892 особи (2011).
У 1975-1998 роках село належало до Варшавського воєводства.

## Демографія
Демографічна структура станом на 31 березня 2011 року:
|          | Загалом | Допрацездатний вік | Працездатний вік | Постпрацездатний вік |
| -------- | ------- | ------------------ | ---------------- | -------------------- |
| Чоловіки | 448     | 86                 | 335              | 27                   |
| Жінки    | 444     | 88                 | 284              | 72                   |
| Разом    | 892     | 174                | 619              | 99                   |